# Жирновка (Курская область)
Жирновка — деревня в Дмитриевском районе Курской области. Входит в состав Старогородского сельсовета.
Население — 19 человек (2010 год).

## География
Расположен в северо-западной части региона, в пределах Среднерусской возвышенности, по берегу р. Журавка двумя кварталами.

### Климат
Климат характеризуется как умеренно континентальный. Среднегодовая температура — 5,1 °C. Абсолютный минимум температуры воздуха самого холодного месяца (января) составляет −37 °C; абсолютный максимум самого тёплого месяца (июля) — 40 °C. Безморозный период длится около 144 дней в году. Среднегодовое количество атмосферных осадков составляет 572 мм. Снежный покров держится в среднем 106—121 дней в году.

## История
Деревня вошла в состав муниципального образования согласно Закону Курской области от 21 октября 2004 года № 48-ЗКО «О муниципальных образованиях Курской области».

## Население
| 2002 | 2010 |
| ---- | ---- |
| 30   | ↘19  |

## Инфраструктура
Личное подсобное хозяйство.

## Транспорт
Просёлочные дороги.